# 高麗茶碗

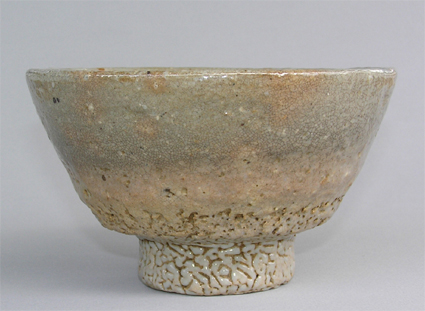
井戸茶碗

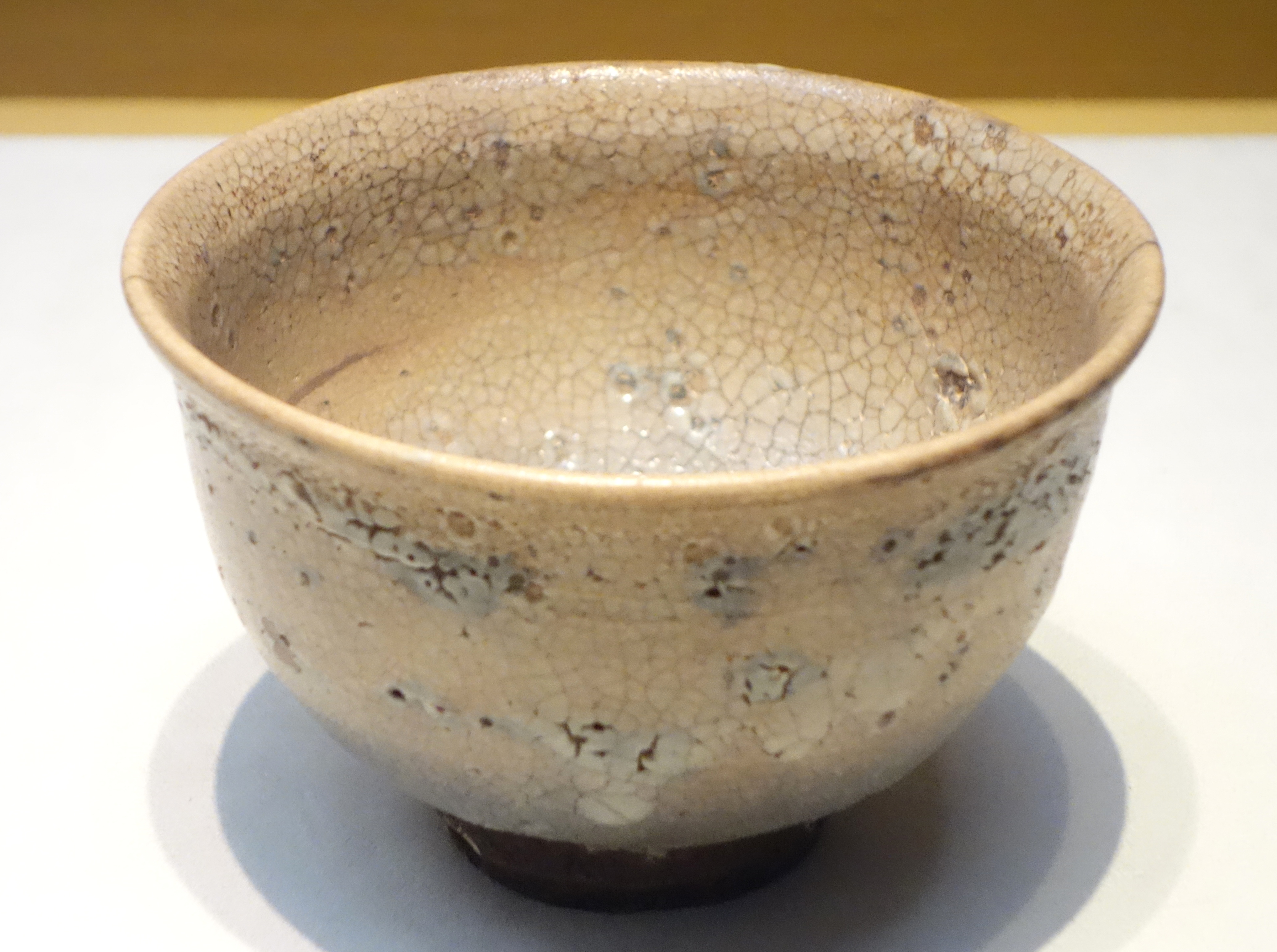
熊川（こもがい）茶碗 銘田子月 東京国立博物館

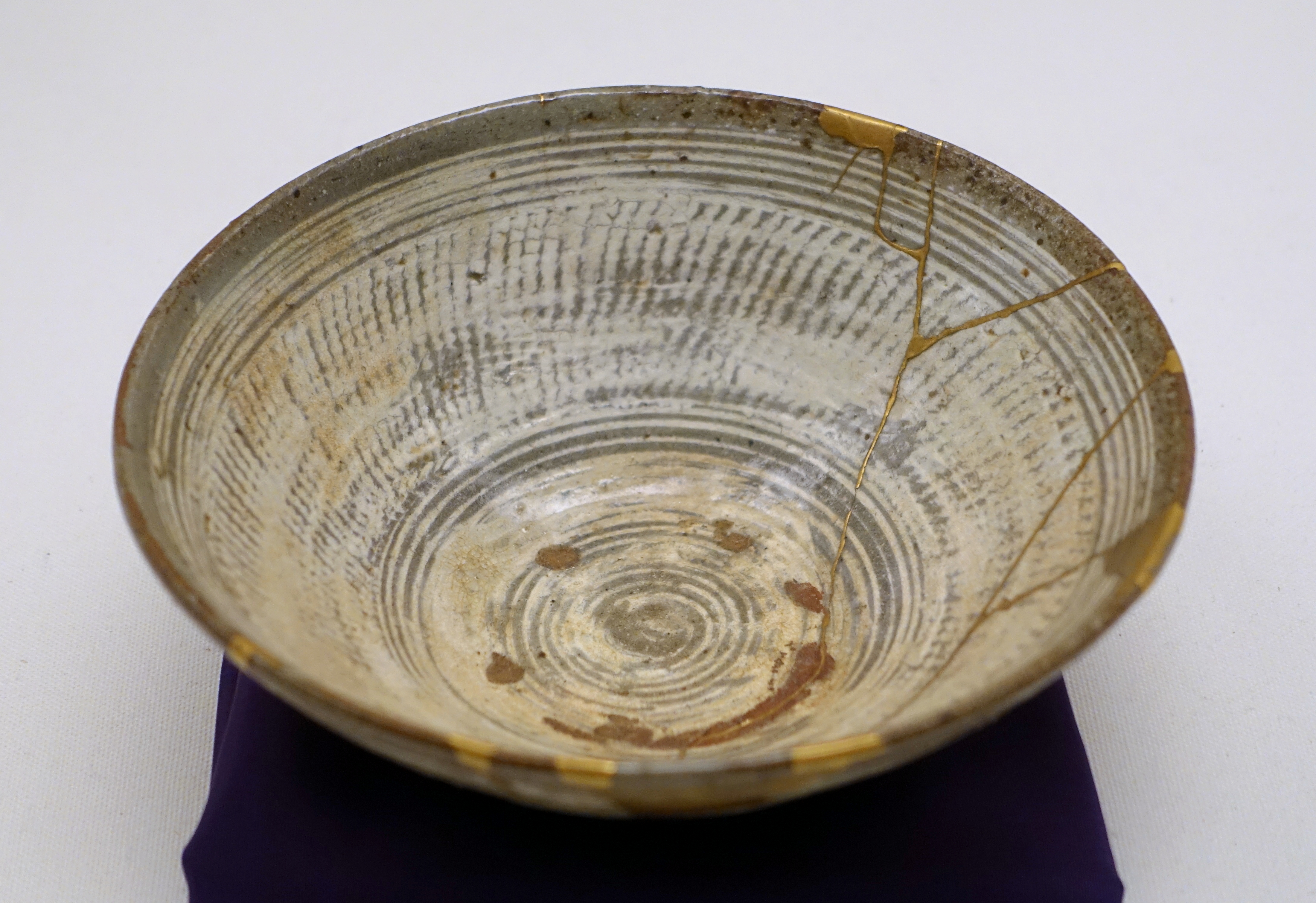
三島茶碗 ベルリン民族学博物館

高麗茶碗（こうらいちゃわん）は、16世紀半ば頃から、日本の茶道で用いられた茶碗の分類の一つであり、朝鮮半島で焼かれた日常雑器を日本の茶人が賞玩し茶器に見立てたものである。高麗茶碗の「高麗」とは「朝鮮渡来」の意であり、「高麗茶碗」と称されるもののほとんどは高麗時代ではなく、朝鮮王朝時代の製品である。

## 概説
日本の茶道は室町時代の「書院の茶」からわび・さびを重んじる「草庵の茶」へと変化していった。その過程で茶器も唐物（中国製）中心から高麗物（朝鮮半島製）、和物（日本製）がよしとされるように価値観が変わっていった。もともと日用雑器として作られた「高麗茶碗」は、こうして茶器として取り上げられるようになった。
16世紀以来日本茶道で用いられた唐物茶器の多くは、天目、珠光青磁、唐物茶入、呂宋（るそん）茶壺や呂宋茶碗など、主に中国南部の民窯で焼かれた非主流的なもので、中国本土で流行していた白磁や青磁、青花（染付）などではなかった。むろん後者のような磁器類も日本へ大量に輸入され、中・近世の遺跡から多くの陶片が出土している。渡来陶磁器の大部分は中国や東南アジアのもので、わずかに朝鮮の青磁や粉青沙器もみうけられるが、特に重んじられた形跡はない。唐物茶器はこんにちでも窯跡が明らかでないような、したがって当時としても陶磁界の主流でない珍奇なものが日本人独自の視点で捜し求められたといっていい。そして、日本国内でもその「写し」がつくられるなどした。
「高麗茶碗」の文献上の初見は『松屋会記』で、天文6年（1537年）、十四屋宗伍の茶会で「高ライ茶碗」が使用されたと見える。
1580年には千利休が珍品を求め、京の瓦師・長次郎らにつくらせた「ハタ(縁の部分）ノ反リタル茶碗」「ゆがミ茶碗」を、1584年には「ひづミたるかうらい(高麗)」を茶会に用いた。このことから利休の高麗茶碗趣味はもとは楽焼趣味から生じたともいわれる。なお、この趣味はのちに瀬戸や志野、古唐津趣味へと継承されている。
天正16年（1588年）の『山上宗二記』には、「唐茶碗はすたれ、当世は高麗茶碗、瀬戸茶碗、今焼茶碗がよい」という意味の記述がある。ここで言う「瀬戸茶碗」は今日の美濃焼、今焼茶碗は楽茶碗に相当すると考えられている。ここには、中国の官窯の磁器のように器形、文様ともに整ったものよりも、作為のないもの、ゆがんだものをよしとする美意識の転換がみられる。
なお、朝鮮半島では、朝鮮陶磁は中国陶磁と同様に高い技術をもって精緻に作られたものがその主流である、日本でいう高麗茶碗の趣味は主流ではないといわれる。

## 高麗茶碗の分類
高麗茶碗を日本の茶道では以下のように分類している。「井戸」のように15 - 16世紀の朝鮮王朝時代の日常雑器だったものと、「御所丸」のように日本からの注文で作られたものとがある。

### 「井戸」
古来高麗茶碗の最高峰とされるもので、「竹の節高台」と称される高い高台をもつ。侘び茶にふさわしい素朴で力強い味わいがある。釉は枇杷色と称される。高台付近は強度の貫入でひどく爛れ縮れている。これをカイラギ（梅花皮）といい独特の見所とされている。文献上は『宗及茶湯日記』に天正6年（1578年）、藪内宗和の茶会で用いられたとあるのが初見である。「井戸」の名の由来は諸説あるが、単純に「井戸のように深い茶碗」の意とする説が有力である。落語「井戸の茶碗」にあらわれる。
- 大井戸 - 典型的な井戸茶碗。名物手。「喜左衛門」（大徳寺孤篷庵）、「細川」（畠山記念館）、「筒井筒」（個人蔵）などが著名。
- 小井戸 - 「大井戸」よりも形、特徴がともに小振りのものを指すとされるが、「古井戸」の意ともいう。
- 青井戸 - 釉に青みがかかるものを指すが、釉調は「大井戸」に近いものもありさまざまである。根津美術館蔵の「柴田」などが著名。
- 井戸脇 - 井戸茶碗に類するものの意で、見込みがひろく浅めな形（なり）をいう。

### 粉青沙器系
白磁風の茶碗で、陶質の胎土に白土を掛けた上に透明釉などを施したもの。
- 三島 - 胎土にこまかな連続地紋を押した上で白土を薄く掛けたもの。暦手（こよみで）とも。地紋の斑になったところが三嶋大社発行の三島暦に似ることから「三島」、「三島手」と称するというのが近世以来の通説である[4]。一方、陶磁研究家の林屋晴三はこの説を否定している[5]。「礼賓三島」は上手物で、朝鮮で外国賓客のもてなすための役所で使われたことを示す銘がある。
- 粉引（こひき） - 白土を全面に掛け、まだらに粉を吹いたように見えるもの。
- 刷毛目（はけめ） - 白土の刷毛目が模様のように見えるもの。

### 日本からの注文品
- 御所丸 - 茶人・古田織部の好みにより製作されたもの。藤田美術館蔵の黒刷毛茶碗銘「夕陽」（せきよう・重文）が著名である。
- 金海- 釜山近郊の金海で制作されたもの。祭器を転用したものが古い。江戸初期から日本向けの輸出がはじまった。寛永ころ日本からの発注で焼かれたものもあり、これは「御本金海」という。胎土はオレンジがかった明るめの茶で熊川などくらべると粒子が粗く、持って軽い。釉は失透ぎみでグレーもしくは玉子色に発色したものが多い。使い込まれたものは雨漏りの景色を呈する。形状は祭器は厚手、鼓型が多い。輸出品は薄手、州浜または桃型で猫掻文、割り高台が多い。御本になると日本の茶人の好みを反映し、彫りや判、土見せが見られるが州浜型や桃型を維持するなど金海茶碗の特徴を押さえている。
- 彫三島 - 古三島とは異なり、江戸時代以降日本からの注文で製作された、地紋が浮き彫り状ないし象嵌様のもの。
- 伊羅保 - 釘彫りや片身替りなどをほどこしたもので、あきらかに日本の茶人の好みが反映されている。
- 御本茶碗 - 江戸前期に釜山の倭館で焼かれたもので、切型(お手本)によって注文制作されたもの。「立鶴」「絵御本」などがある。「御本」は「見本」の意。

### その他
- 熊川 - 「こもがい」とよまれる。古くは金海加羅をさした「くまなり」に由来する古地名から熊川倭館をそう訓んでいた。そこから渡来した形ということで、ややチューリップ状にふちの反った形をいう。すそ以下は釉がかかっていない。「真熊川」「鬼熊川」などがある。
- 玉子手- 熊川のうち、かなりの上手物で、磁釉がきれいなもの。もちろん素朴な味わいを損なうので、わび茶では上手物であればよいわけではない。
- 堅手 - 磁器のようにかたいもの。厚塗りのまだらな釉が景色を出している。
- 斗々屋 - 魚屋ともいわれる。
- 柿蔕（かきのへた） - 伏せた形が柿のへたに似ているものをいう。
- 雲鶴 - 高麗青磁による筒型の茶碗。貫入によって渋色が染み、景色をかもす。この一種に「狂言袴」と称するものがあり、丸文の象嵌模様を狂言師の水干袴に見立てていう。また、利休所持の「挽木鞘」（ひきぎのさや）が名物として著名である。挽木とは茶臼の取っ手のことで、筒が深いものを洒落ていう。
- 割高台 - 祭器から発展したもので高台に特徴。
- 呉器 - 撥高台が特徴。
- 黒高麗 - 鉄釉の「高麗天目」や鉄絵具のうえに青磁釉をかけた「鉄彩手」などの黒物の総称。
- 白高麗 - 明の福建省泉州徳化窯。粗製の白磁が朝鮮の白掛け茶碗と混同されたのだろう。
- 絵高麗 - 明の磁州窯。梅鉢手とも。粗製の白磁で黒の鉄絵・掻き落としの素朴な図柄がある。三島などにも鉄彩があるので混同されたらしい。

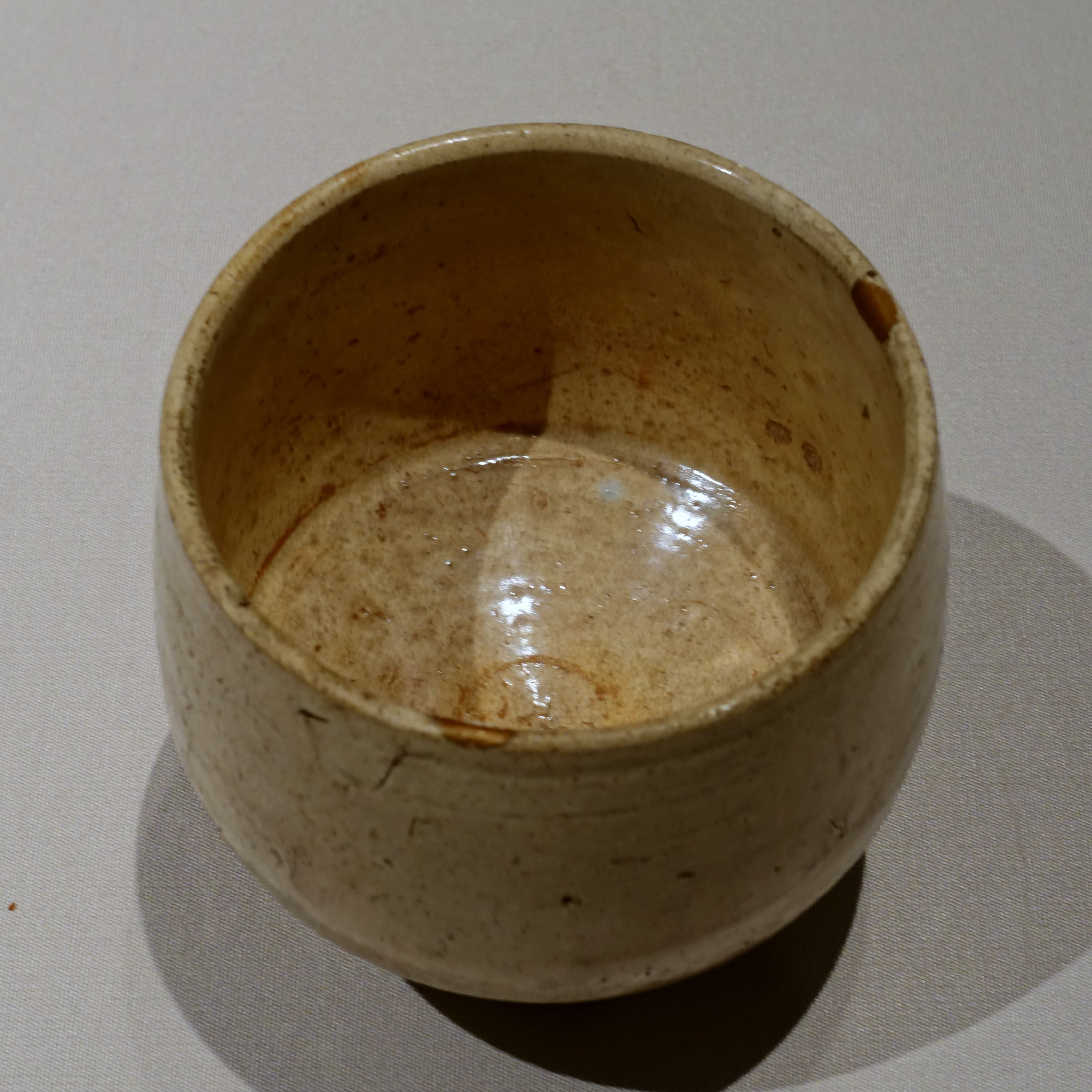
無地刷毛目茶碗 銘冬頭 16世紀 東京国立博物館蔵
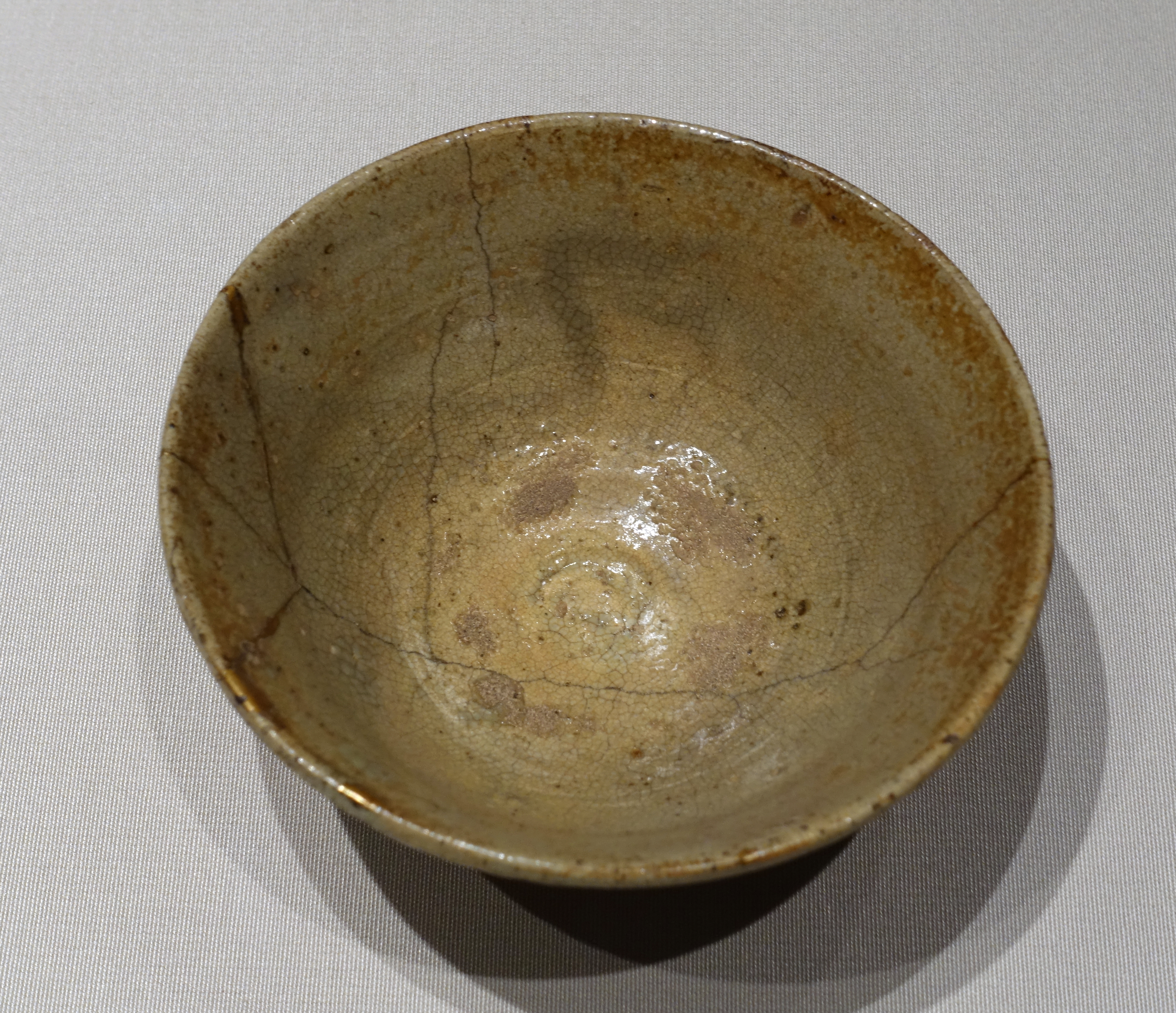
古井戸茶碗 15 - 16世紀 東京国立博物館蔵（列品番号TG2708）
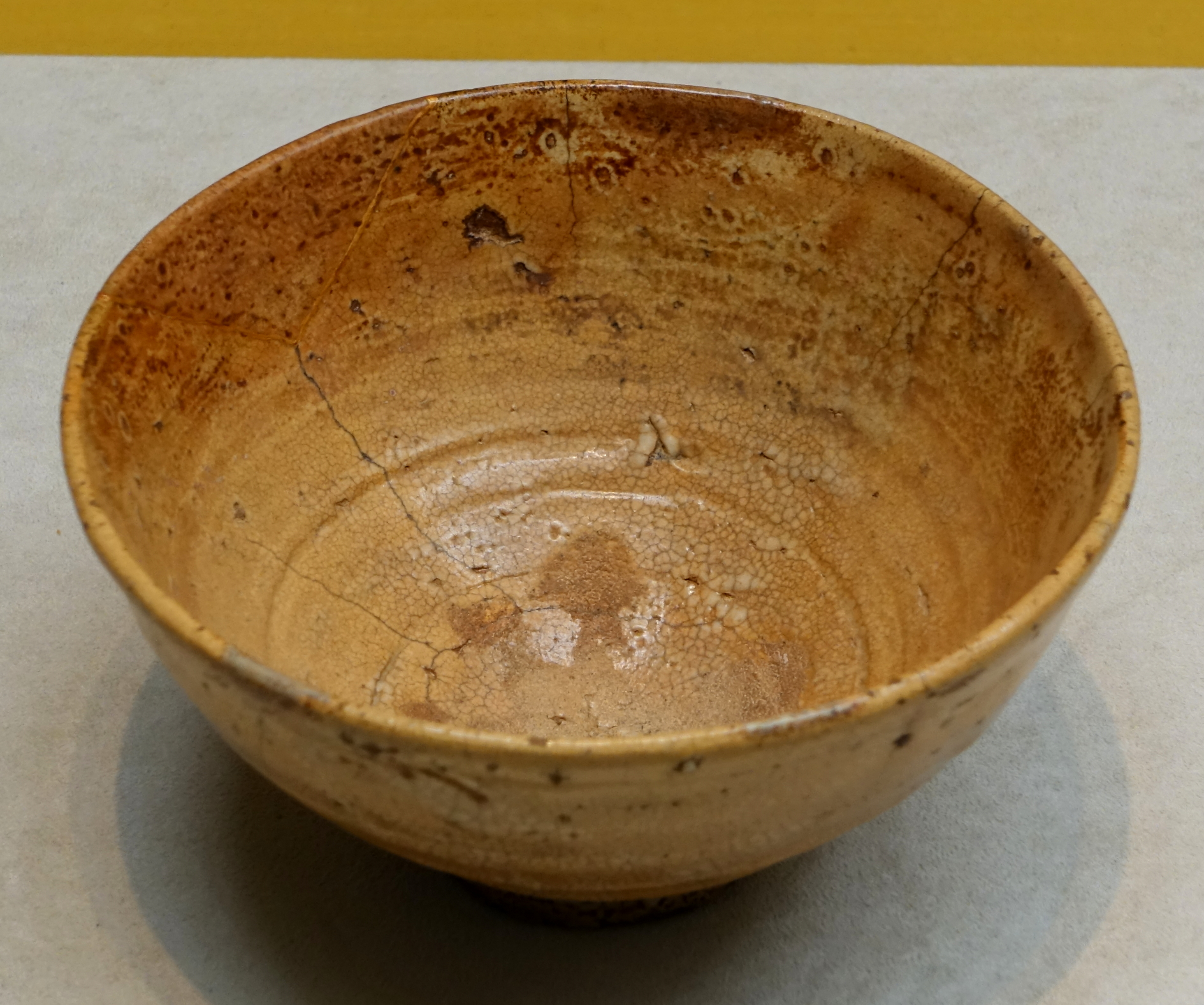
大井戸茶碗 銘佐野井戸 15 - 16世紀 東京国立博物館蔵
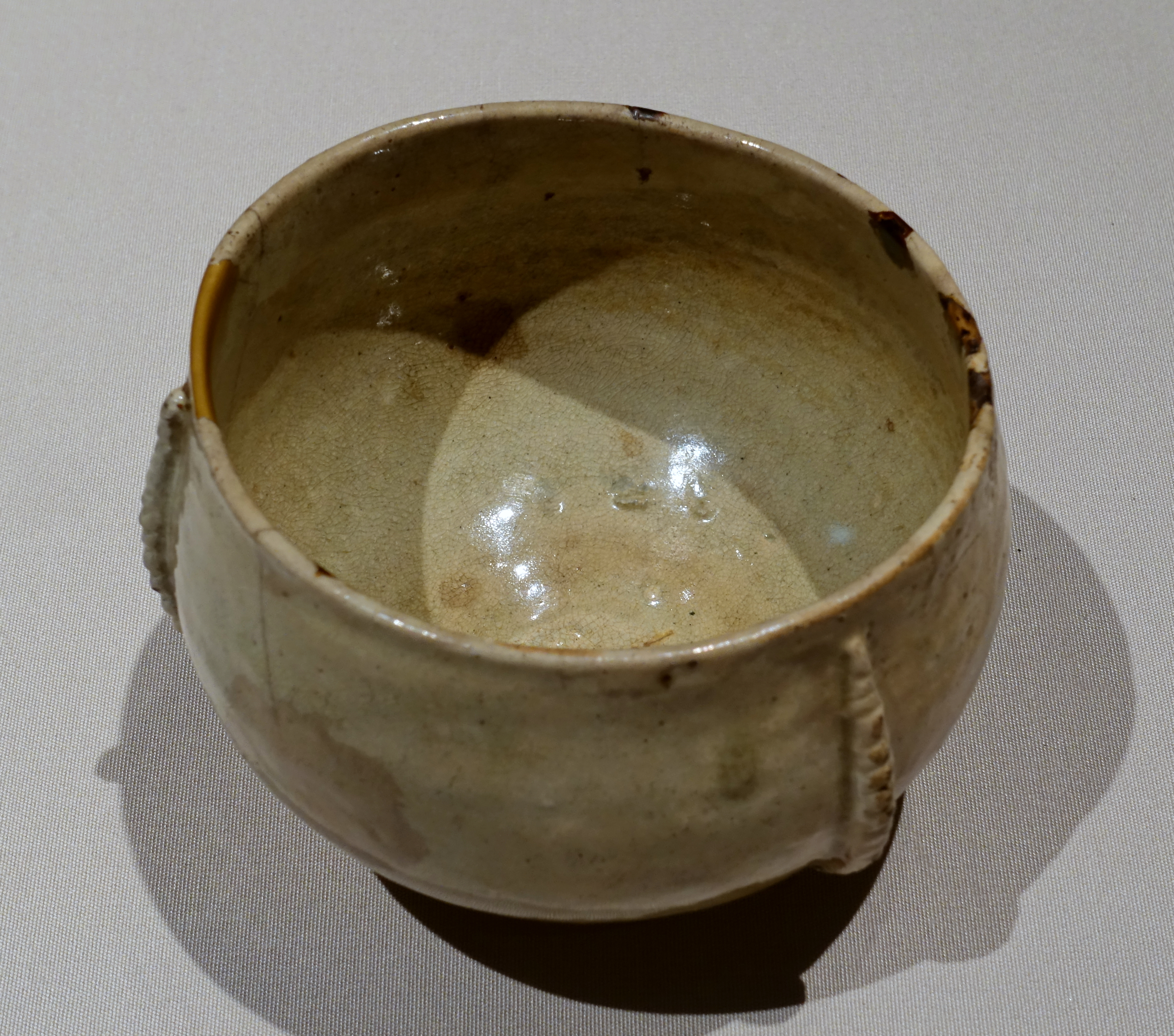
無地刷毛目茶碗 銘村雲 15 - 16世紀 東京国立博物館蔵
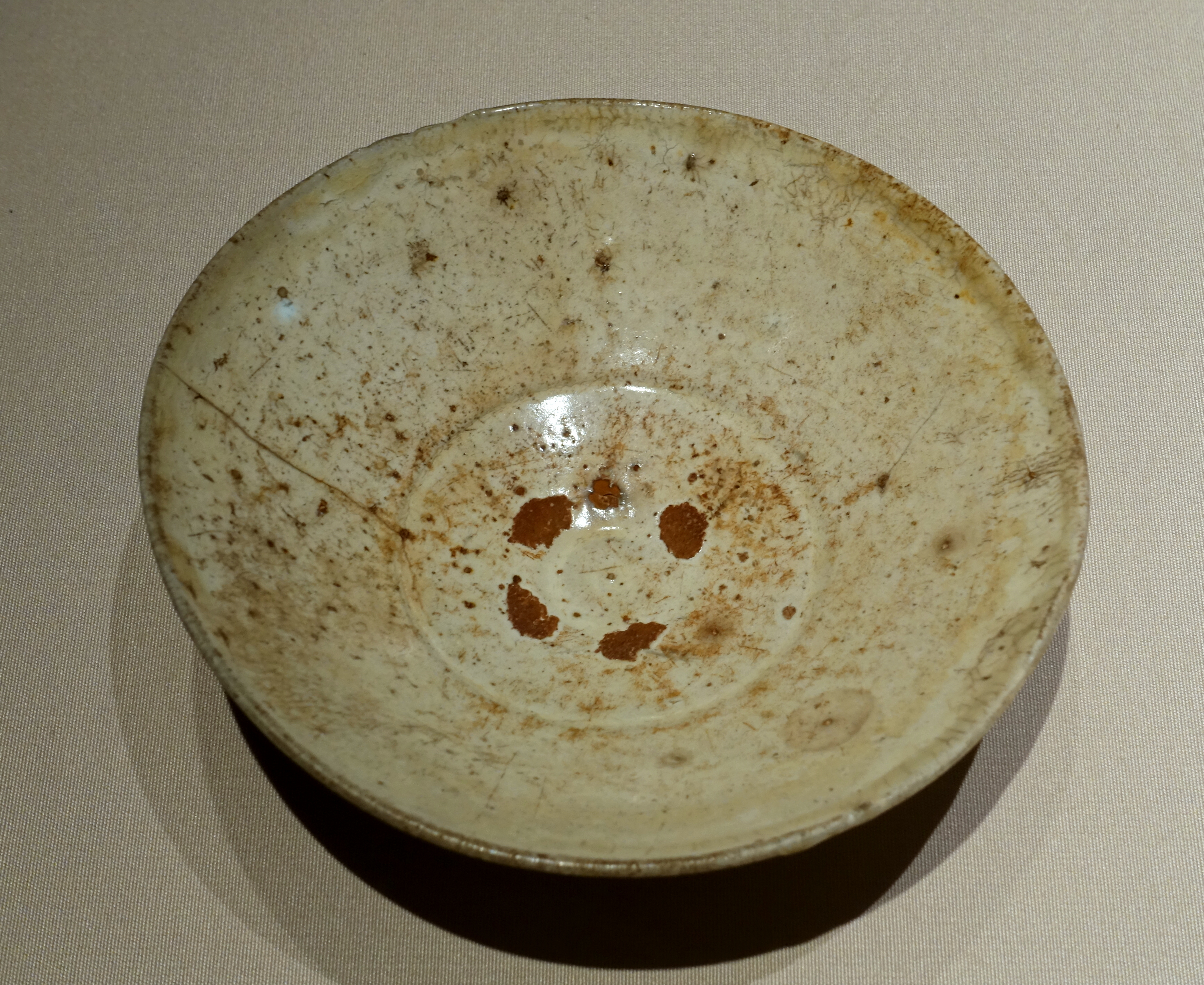
無地刷毛目茶碗 銘柳蔭 16世紀 東京国立博物館蔵
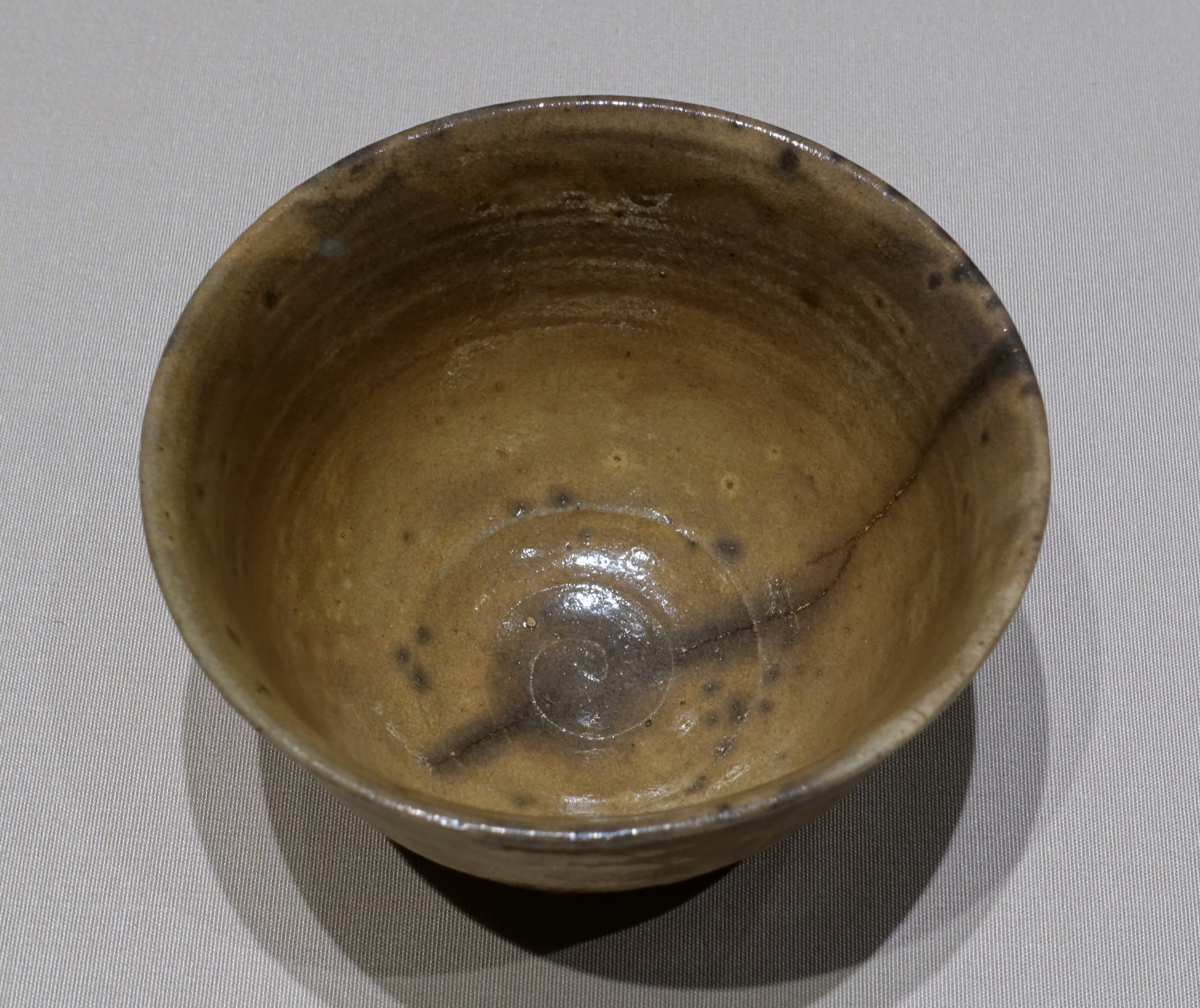
粉引茶碗 16世紀 東京国立博物館蔵（列品番号TG2055）
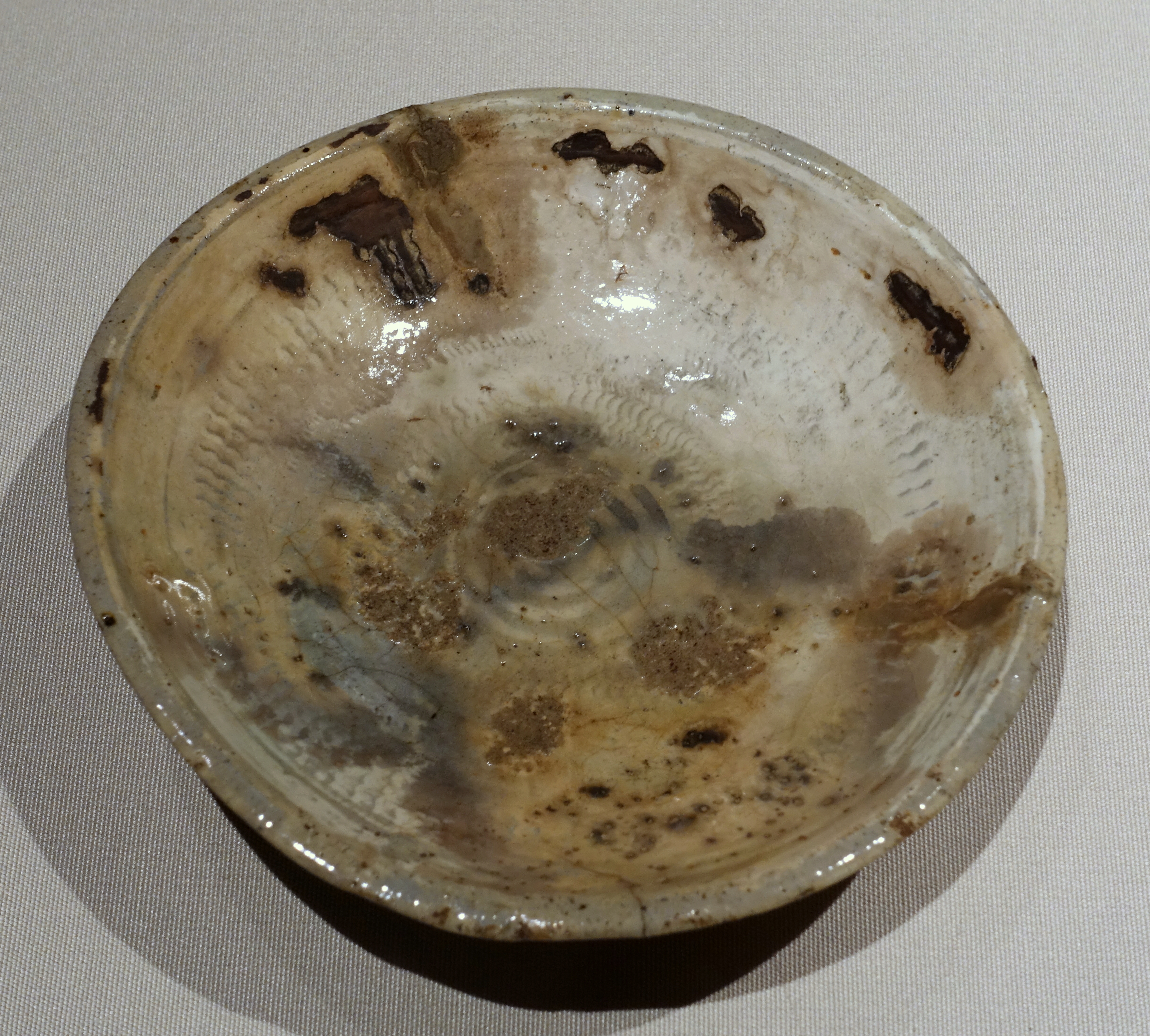
三島茶碗 15世紀 東京国立博物館蔵（列品番号TG2206）
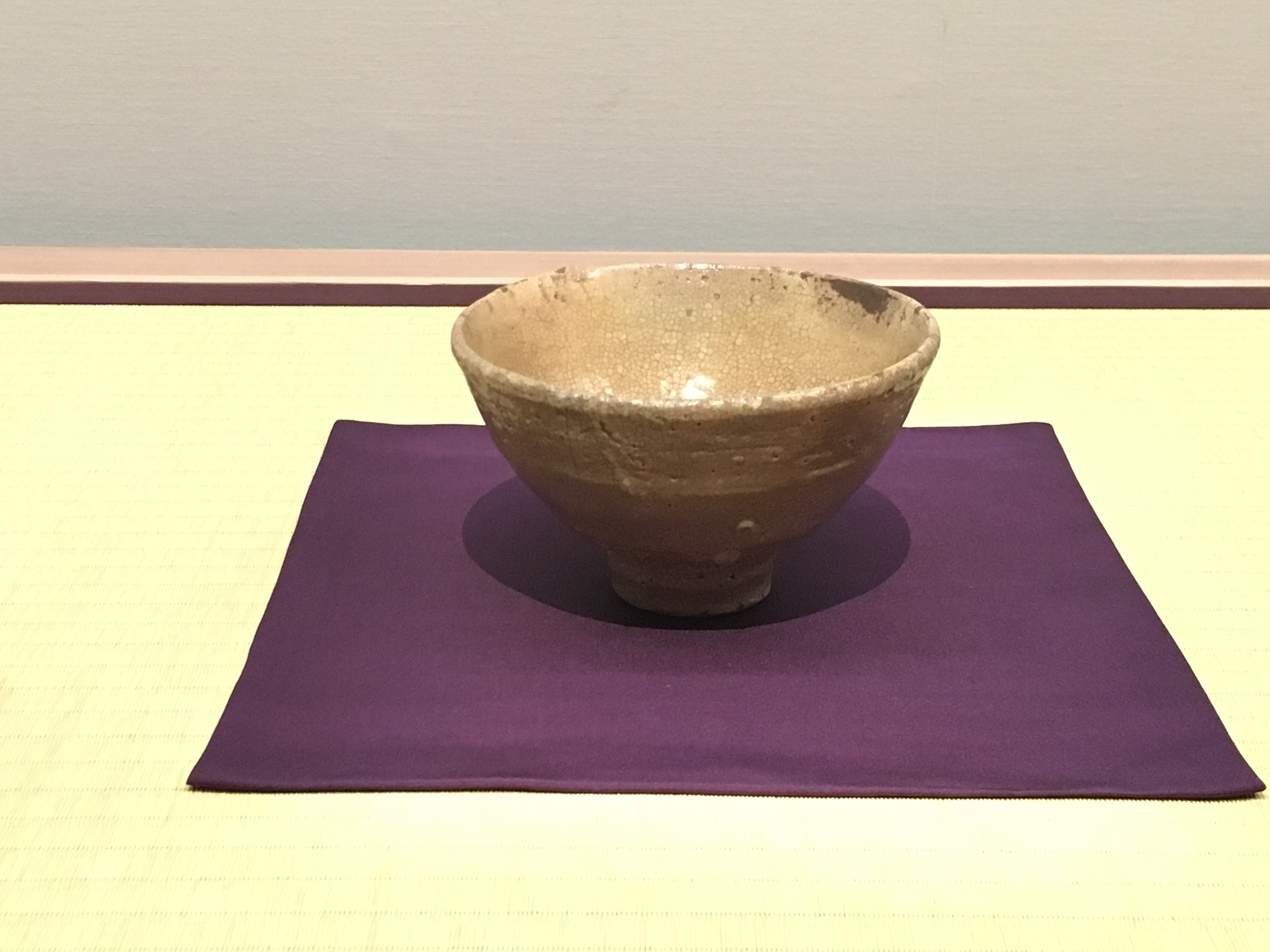
中興名物 大井戸茶碗 銘本阿弥/玉川 16世紀 MOA美術館
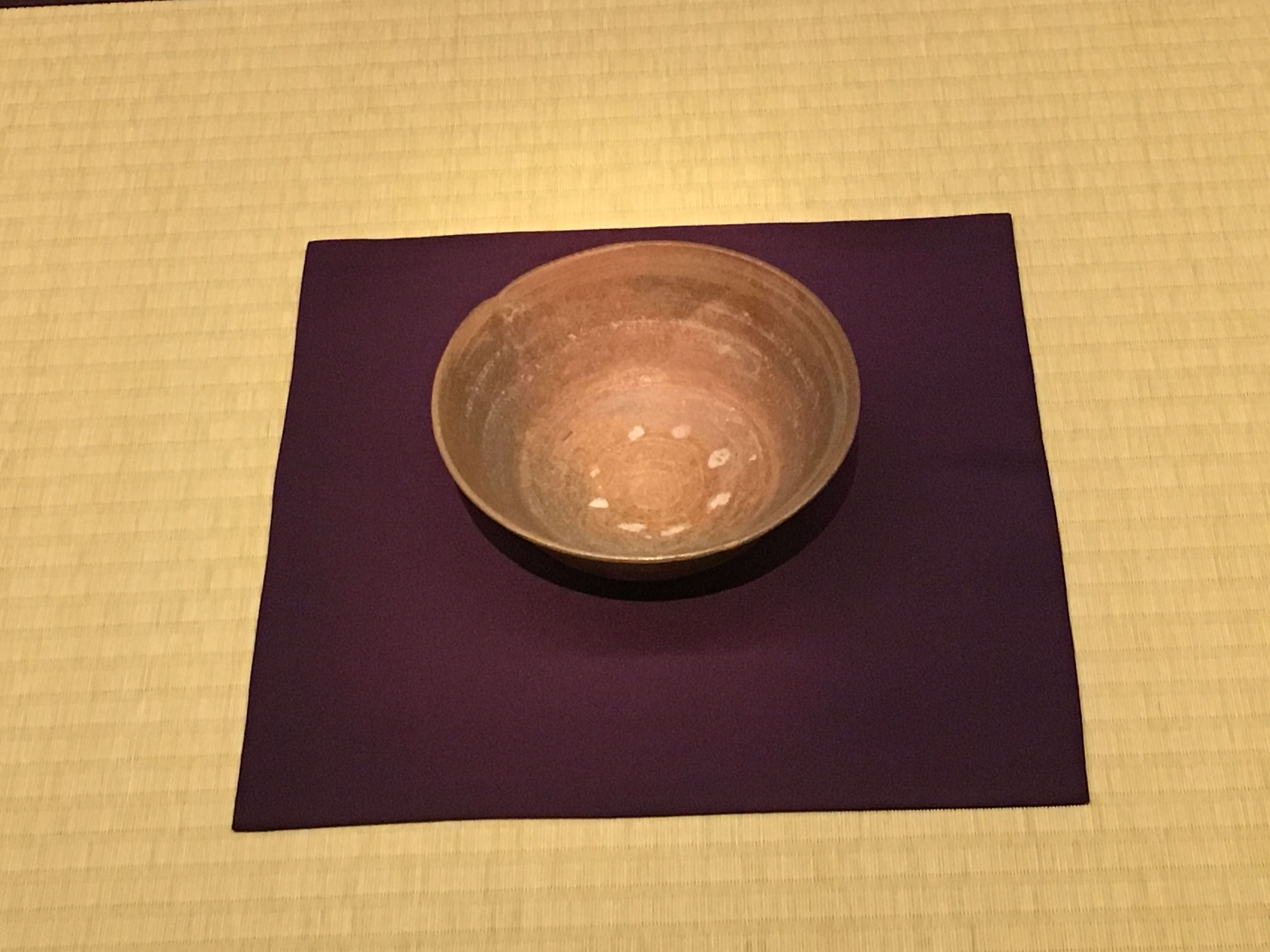
井戸茶碗 銘翁 16世紀 MOA美術館
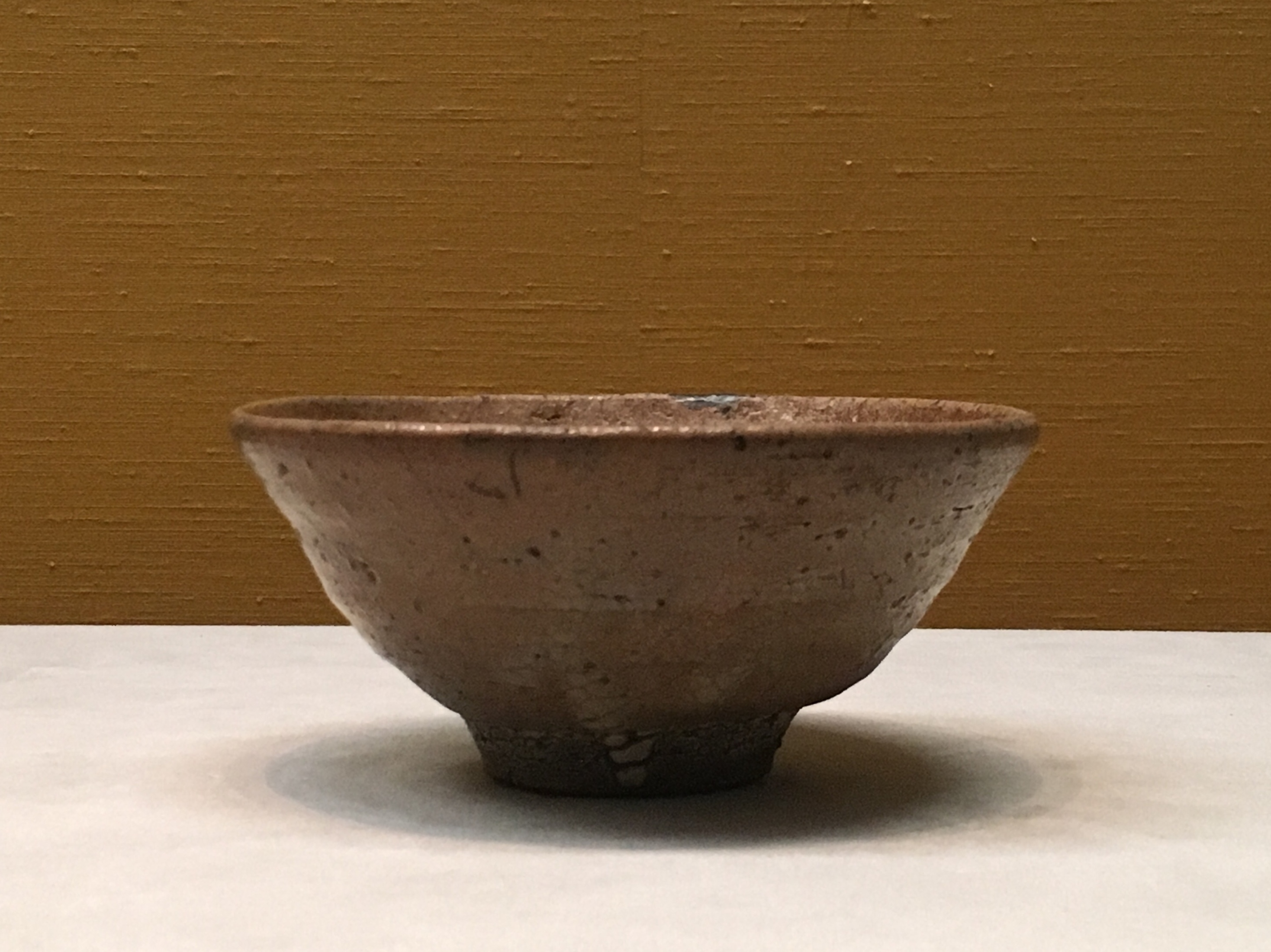
青井戸茶碗 土岐井戸 16世紀 東京国立博物館
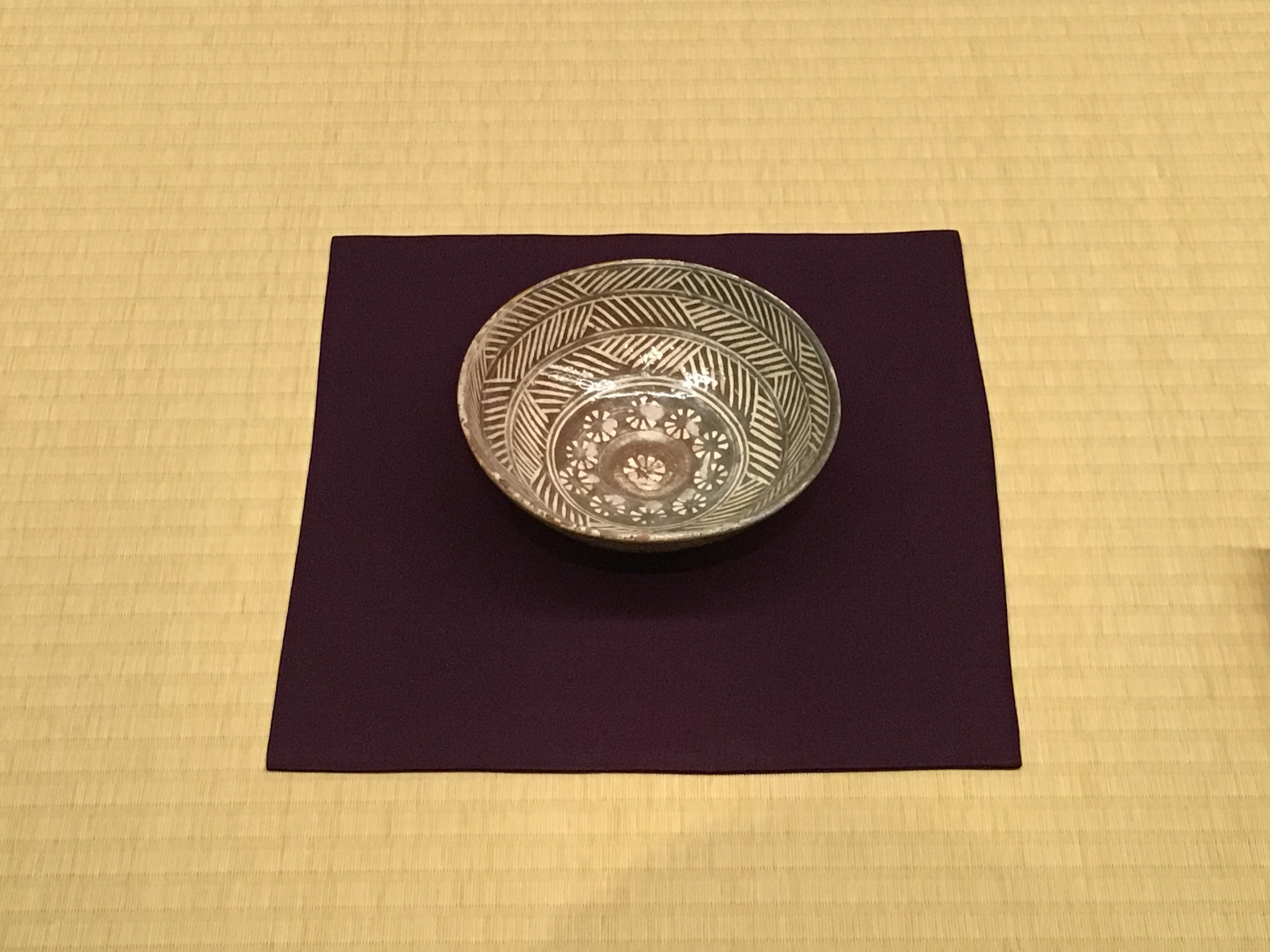
彫三島茶碗 銘残雪 16 - 17世紀 MOA美術館
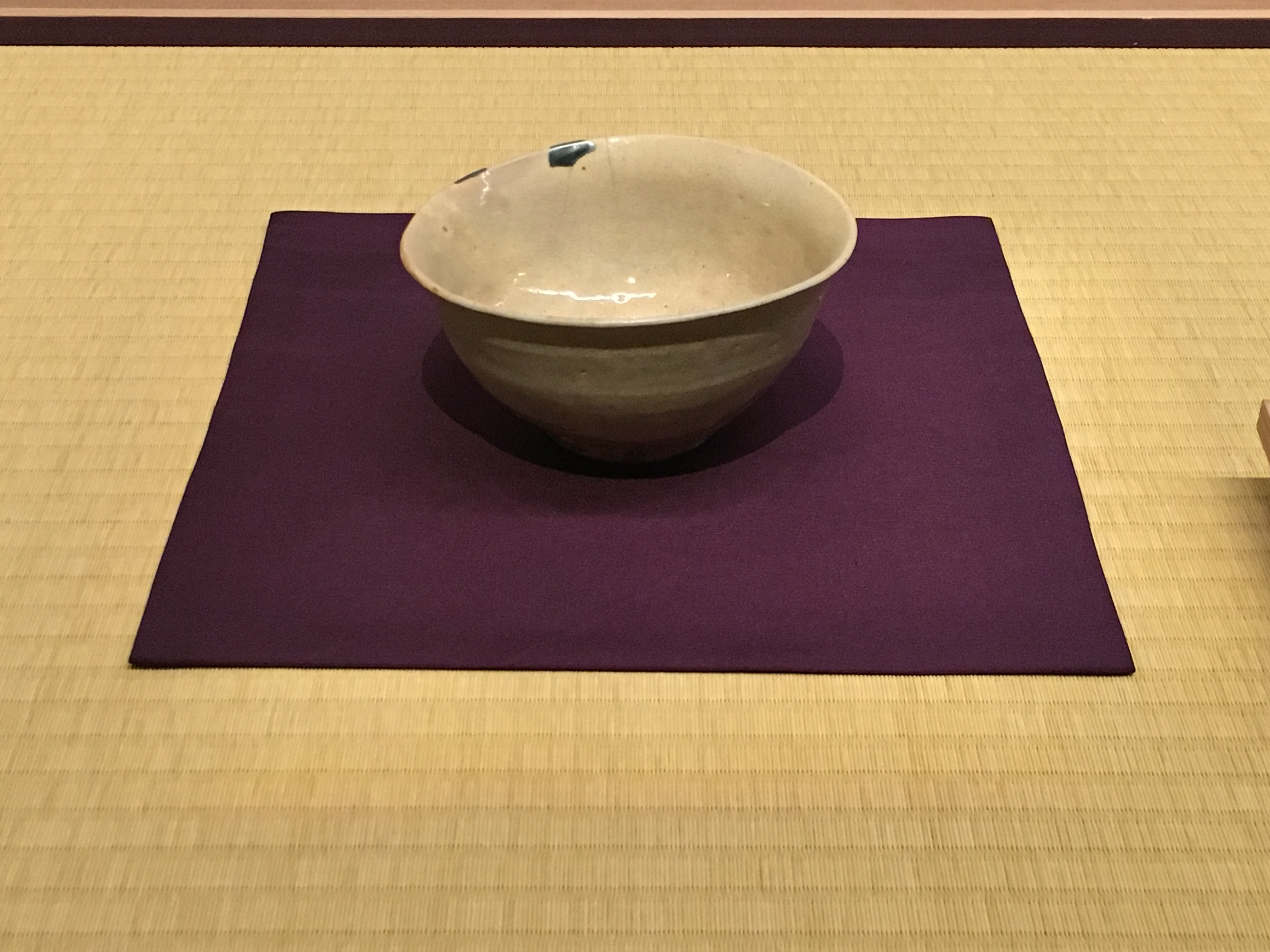
玉子手茶碗 銘玉椿 16 - 17世紀 MOA美術館
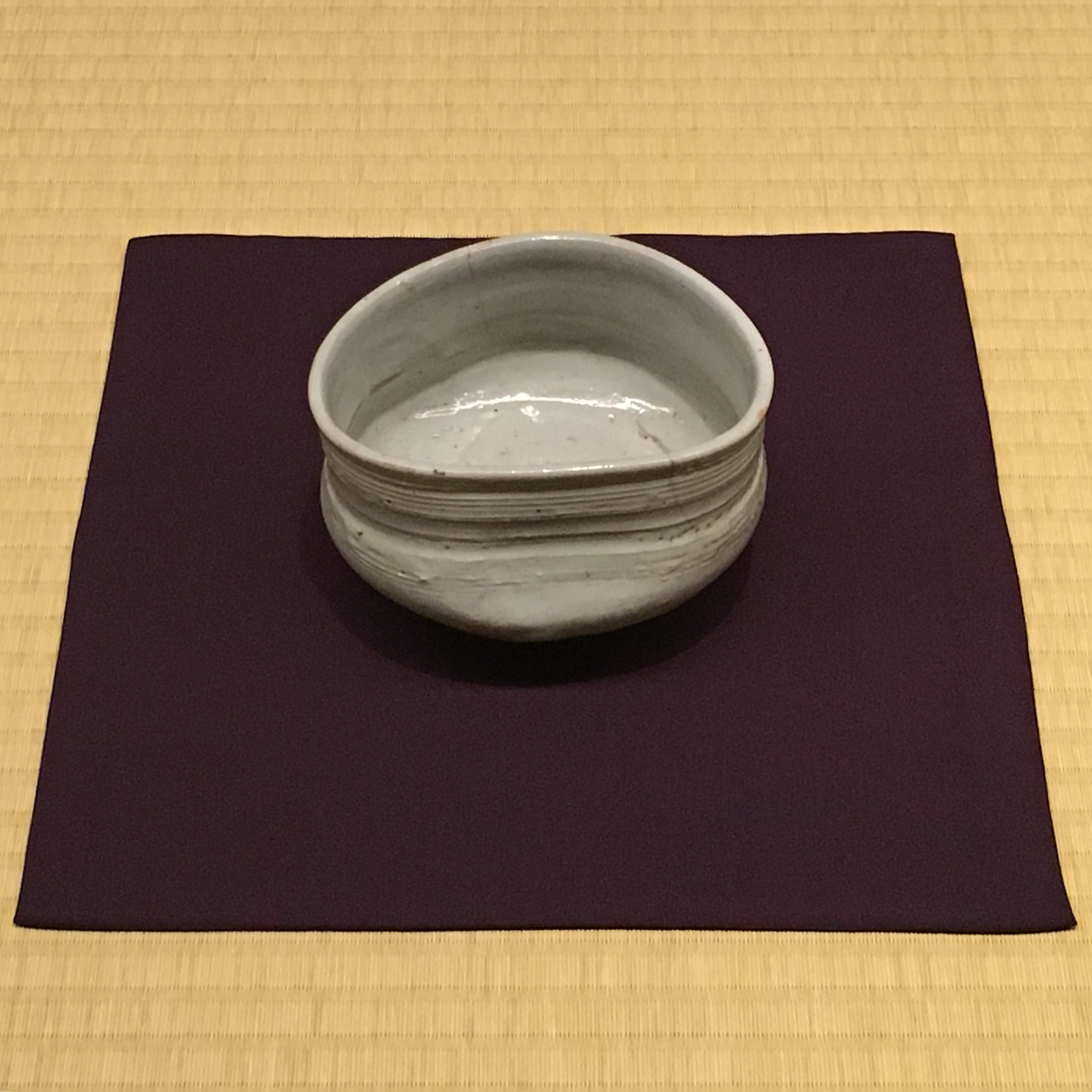
御所丸茶碗 17世紀 MOA美術館

## 朝鮮と茶器
朝鮮には日本のような茶道の風習は無く「茶碗」と言ってもそれは元々「茶碗」として作られた訳ではなく日本での用途に応じた呼称に過ぎない。（ただし、日本人客の注文に応じて最初から「茶碗」として制作された物も一部にあった。）19世紀に訪れた外国人は朝鮮に喫茶の風習がほとんどなく、有力者が中国産の茶を僅かに飲む程度であったと口をそろえて書き残している。いくつかはこんにち「朝鮮料理」でみられるような小ぶりの食器であったり、酢注ぎのような調味料入れの小鉢だったとみられるものが多くある。